# 视网膜母细胞瘤
视网膜母细胞瘤(Retinoblastoma)，简称Rb，是一种传播迅速的癌症。这种癌症发展于视网膜之上。在当今世界中，视网膜母细胞瘤是治愈率最高的癌症之一，95-98%的患病儿童能够康复，并且超过90%的患者能存活至成年以后。
早期症状为瞳孔部出现“猫眼”状黄光反射；肿瘤组织常沿着视神经颅内或通过巩膜向眼球外蔓延，晚期常向远处转移。一般确诊后应手术治疗或放射治疗。

## 分类
视网膜母细胞瘤分为两类：可遗传型和不可遗传型（尽管所有的癌症都被认为是在基因层面发生了突变，但这并不能说明所有的癌症都是可遗传的）。大约有55%的患儿是不可遗传型。许多家庭并没有相关病史，因此这些家庭中的患儿被标记为“随机性的”，但是这也不能够说明就一定是不可遗传型的。
有三分之二的病例只有一只眼睛患该肿瘤（单侧视网膜母细胞瘤），剩下的三分之一则双眼均患此病（双侧视网膜母细胞瘤），每一只眼睛内的肿瘤大小差别较大。在某些情况下，患儿的松果体也会受到侵染，进而形成三侧性视网膜母细胞瘤（TRB）。在进行治疗时，肿瘤的大小、位置以及数量都必须纳入考虑范畴。

## 病症

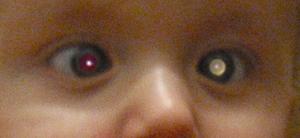
视网膜母细胞瘤患儿表现出的“白瞳”与红眼症状

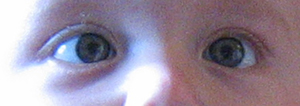
视网膜母细胞瘤患儿表现出的对眼症状

视网膜母细胞瘤最主要也是最显著的病症就是瞳孔的不正常外观，表现为白瞳，俗称“猫眼症”。其他病症还包括视力下降、青光眼、红眼以及发育迟缓。有一些患儿会产生斜视，包括内斜视和外斜视。视网膜母细胞瘤在发展中国家表现为晚期疾病，典型症状可见患者眼球的增大。
肿瘤的位置会有很大不同，因此肿瘤被观察的难易程度也有所不同，肿瘤有可能通过使用检眼镜进行简单的简单检查，通过对瞳孔进行观察，就可以被观察到。一般确诊的诊断都需要在麻醉状态下进行检查（EUA）。仅凭“白瞳”症状并不能确诊视网膜母细胞瘤，因为还有可能是由光的反射或者是外层渗出性视网膜病变等疾病造成的。
在一张照片中，由于摄影问题造成的红眼现象，如果该现象只在一只眼睛中出现，则有可能会是视网膜母细胞瘤造成的。一般认为更为清晰的症状是猫眼和白瞳。

## 发病频率与流行病学资料
视网膜母细胞瘤是一种较为罕见的疾病，一般在15000名新生儿中有1人罹患此病，但该病确实最常见的遗传性幼儿恶性肿瘤。在英国，每年大约会有40到50名患者被查出此病。在香港，2009至2012年間，每年新增病例平均為六宗。
大部分患儿在5岁之前即被确诊，在英国，双侧视网膜母细胞瘤的平均确诊年龄为9个月，而单侧视网膜母细胞瘤的确诊年龄的高峰在24到30个月之间。
通过流行病学调查，在发展中国家视网膜母细胞癌的发病率较高，特别是美洲中部与南部地区的国家。下表列出了在一些国家和地区的视网膜母细胞瘤的发病率：
| 作者   | 国家或地区   | 研究年份  | 发病率   |
| ------ | ------------ | --------- | -------- |
|        | 荷兰         | 1927-1929 | 1:34 000 |
|        | 英国         | 1894-1943 | 1:32 793 |
| [ 7 ]  | 美国密歇根   | 1938-1947 | 1:20 288 |
|        | 西德         | 1925-1954 | 1:23 800 |
| [ 8 ]  | 北爱尔兰     | 1938-1956 | 1:27 068 |
| [ 9 ]  | 荷兰         | 1952-1955 | 1:14 000 |
| [ 10 ] | 美国俄亥俄州 | 1940-1956 | 1:23 287 |
| [ 11 ] | 丹麦         | 1928-1957 | 1:19 000 |
| [ 12 ] | 挪威         | 1953-1960 | 1:17 000 |
| [ 13 ] | 荷兰         | 1950-1959 | 1:15 230 |
| 等人   | 新西兰       | 1948-1968 | 1:17 500 |
| [ 15 ] | 爱尔兰       | 1955-1970 | 1:26 595 |
| [ 16 ] | 南非（班图） | 1955-1975 | 1:10 000 |
| [ 17 ] | 马拉维       | 1975      | 1:10 000 |
| [ 18 ] | 日本北海道   | 1945-1947 | 1:24 000 |
| 等人   | 日本长崎     | 1965-1986 | 1:16 000 |

在发展中国家具有更高发病率的这一现象尚没有明确的解释，有可能与发展中国家低下的经济地位有关。可能存在的因素有：孕妇在怀孕期间缺乏叶酸或感染人类乳突病毒（HPV）等。
在亚洲地区，视网膜母细胞瘤的发病率也逐渐上升，这一现象已经被更多人重视，但是延误最佳治疗时间的事情依旧经常发生。在1987到2006年的中国北京同仁医院的病历档案中，有572位视网膜母细胞瘤患儿登记在册，经过统计其中有337位（59%）的患儿存在两个月的诊断延误，还有98位患儿甚至在出现相关症状后6个月后才前来就诊。

## 致病机理
视网膜母细胞瘤的发病是由于视网膜母细胞瘤基因的失活引起的。视网膜母细胞瘤基因是人类发现的第一种抑癌基因，其蛋白质产物在人体内发挥着例如调节分化、转录、细胞周期等重要的作用。
RB基因与其蛋白表达物的失活会导致细胞分裂不受控制地、非正常地增长而发生永生化（immortalization），最终引发肿瘤。这种基因失活可能是因为其缺失、突变或者不表达。对于家族遗传性患者，其出生前生殖细胞中RB基因已经发生过一次突变，在还有一个正常的等位基因没有发生突变的情况下，该等位基因通常会由于偶然的原因失活而不被表达，发生杂合性丢失（LOH, Lost of Zygosity）进而引发癌症。而对于非家族性遗传患者而言，需要发生两次突变才会发病，这种几率相对较低。其它的突变类型包括：无功能突变（Null allele）、启动子突变等。
从蛋白水平来说，正常细胞中具有活性的RB蛋白（pRB）在细胞中保持着低磷酸化或无磷酸化的状态，它与细胞周期调节因子E2F结合，抑制E2F的活性从而抑制了G1期到S期的进行，也就抑制了转录活性。实验证明pRB的失活会使其无法与E2F结合，因此活化的E2F就会促进G1/S细胞周期的进行。
RB蛋白的失活途径有以下几种：
- 基因突变导致RB蛋白失活。
- 细胞周期调节蛋白Cyclin-D与Cdk4（Cyclin-dependent kinase 4，细胞周期蛋白依赖激酶4）、Cdk6结合形成的活性物质可以使pRB被磷酸化进而失活
- 一些病毒蛋白如腺病毒E1A蛋白、SV40T癌病毒蛋白、乳头状病毒HPV16 E7蛋白等可以与pRB上的特异性结合位点“口袋区（Pocket region）”进行结合，导致E2F无法在此区域与RB蛋白结合，引起蛋白功能的失效
- RB蛋白在某些情况下不仅仅失活，2005年的一份文献显示在人体内的MDM2蛋白在过度表达的情况下会使pRB通过蛋白酶体介导的途径被降解[22]，使pRB无法发挥其应有的功能。

## 诊断
视网膜母细胞瘤的诊断应该在新生儿出生3个月内就进行，诊断内容主要包括：
- 红色反射检查：该项检查应在暗室中进行，用光线照射眼睛后应见橘红色眼底，即为正常视网膜颜色。
- 角膜光线反射：该项检查通过对角膜进行光线的照射，观察反射亮点的位置来确定新生儿是否患有斜视。
- 眼部检查：检查眼睛是否有任何结构异常。

### 鉴别诊断
以下疾病与视网膜母细胞瘤存在一定的相似症状，诊断时应该进行鉴别：
1. 永存原始玻璃体增生症（PHPV）：该病是由于先天性的眼部发育不正常，胚胎初期的原始玻璃体没有消退导致的，眼部会产生“白瞳”现象，同时还会存在小眼球等结构，通常只发生于单眼。该病会发展成为白内障。
2. 外层渗出性视网膜病变：该病又称Coats 病，通常只发生于单眼，由于视网膜后部的血管不正常的生长导致视网膜血管畸形并影响视力、白瞳或斜视等症状。
3. 眼弓首线虫病：该病是由于犬蛔虫侵入人体眼部导致的，会导致患者视力下降，出现白瞳和斜视等症状。
4. 早产儿视网膜病变（ROP）：该病是由于早产儿在出生后立刻吸入氧气所致，会导致视网膜组织受损并引发视网膜脱落等症状。

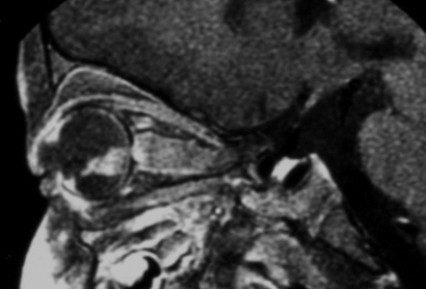
核磁共振成像所示的视网膜母细胞瘤（包含视神经部分）

如果眼部检查已显示出存在异常，那么接下来的检查可能还包括各种图像诊断，例如CT扫描、核磁共振成像以及超声波扫描等。CT扫描与核磁共振成像可以帮助确定结构异常以及钙的分布，而超声波检查则可以检查出肿瘤的大小与厚度。通过骨髓检查或者腰椎穿刺可以检查肿瘤是否发生了转移。

### 形态学
可遗传型和随机型的视网膜母细胞瘤的肉眼观察与微观形态都保持一致。宏观观察可见，活的肿瘤细胞出现在血管附近，而坏疽组织则更多地出现在无血管的组织处。微观观察可见未分化和分化成分。未分化的成分包括含有较多染色质细胞核的小圆细胞的聚集体，分化成分包含 Flexner-Wintersteiner 丝球、Homer-Wright 丝球以及感光器分化型瘤细胞。

## 基因诊断
对引发视网膜母细胞瘤的RB1基因突变的诊断，不仅对于患病个体的临床治疗有重要作用，而且对于个体的兄弟姐妹以及后代患病状况的监测也有重要意义。
1. 双侧性视网膜母细胞瘤患者与13%-15%的单侧性患者可以在血检中检查出RB1基因发生了突变[25][26]。如果患病个体被检测出基因突变，则其相关亲戚也需要进行检测；如果没有检测出基因突变，那么患儿的亲属就没有必要再进行麻醉检查等[27]。85%的单侧性患儿在血检中检测不出RB1基因突变，对于这种情况，分子水平的检查以及临床上对其兄弟姊妹的检查也都没有必要。
2. 如果患儿检测出RB1基因突变，那么可以采用羊水细胞为这种高危妊娠做家族性突变检查，对于确认携带了突变的胎儿，则可以较早地进行分娩，并对其进行更为及时的治疗[27]。
3. 对于采用了高敏感度（>93%的检测敏感度）检测后依旧检测不出RB1基因突变的情况，RB1基因发生突变的概率会降至1%。加拿大的国家性指导规则指出这种情况下只建议采取非麻醉形式的临床检查对患病个体及其未来的后代进行突变检查[28]。

## 治疗

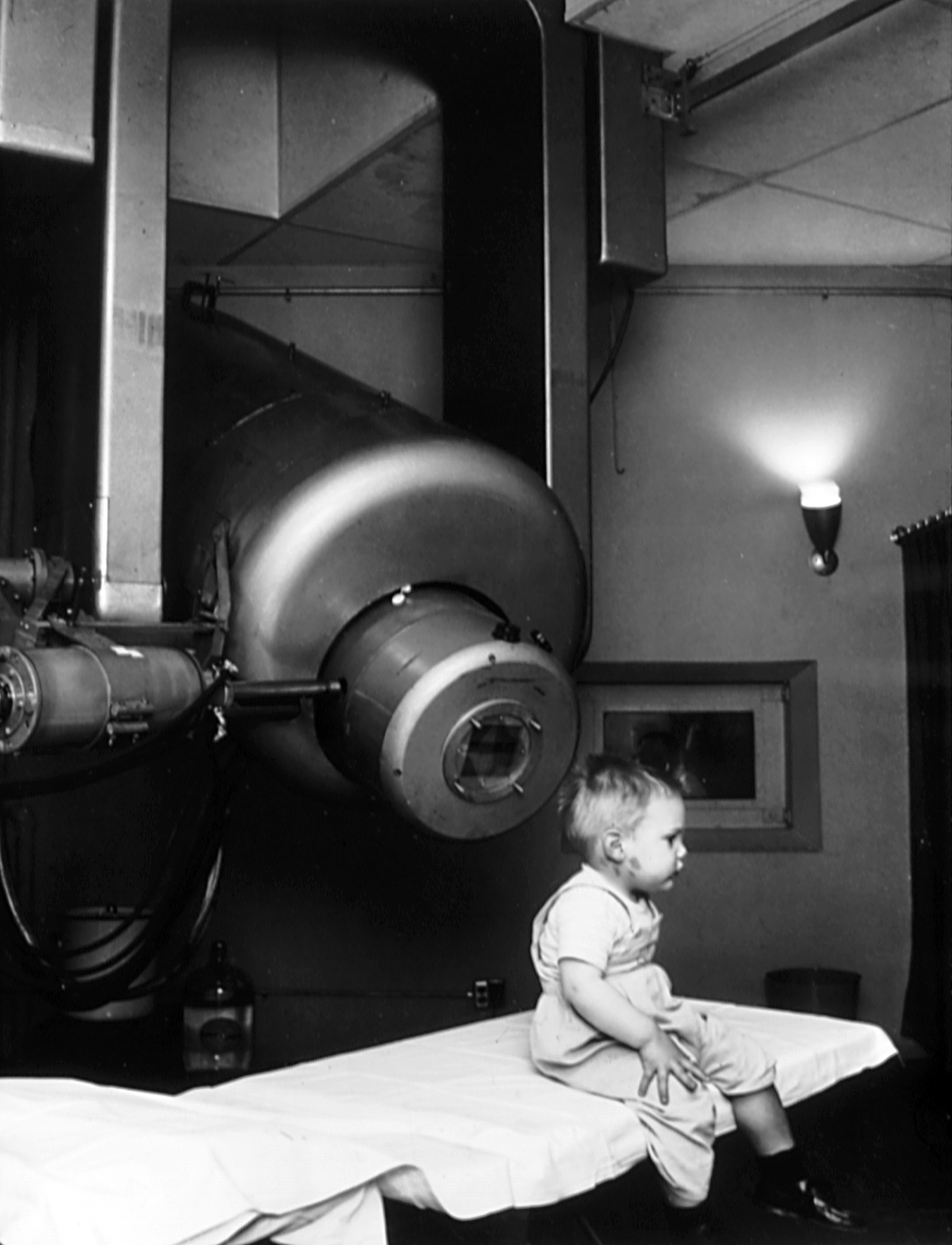
1957年第一位接受采用线性加速器的放射疗法治疗视网膜母细胞瘤的患儿 Gordon Isaacs。他的右眼由于癌细胞扩散已于1957年1月11日摘除，其左眼则采取了放射疗法进行治疗。

对于视网膜母细胞瘤，不同国家都有不同的治疗手段。一般而言治疗时最重要的是保证患儿的生命安全、尽量避免患儿视力受到进一步损伤以及避免不良反应的伤害。具体的治疗过程则会根据个案的不同以及专家会诊的结果而有所不同。
治疗方法一般有多种，包括化学疗法、冷疗、放射疗法、激光治疗以及眼球摘除等，根据不同情况可能会多种治疗方法相结合使用。近年来，为了寻求眼球摘除术和放射疗法的替代疗法，相关领域的人也做出了许多工作。